# Alioramus
Alioramus (Kurzanov, 1976) era una genere di dinosauro teropode carnivoro. L'olotipo della specie A. remotus PIN 3141/1, limitato a un singolo cranio parzialmente completo e tre ossa del piede, fu recuperato dalla formazione Nemegt in Mongolia, che si depositò in una pianura alluvionale umida circa 70 milioni di anni fa, nel tardo Cretaceo.

## Descrizione

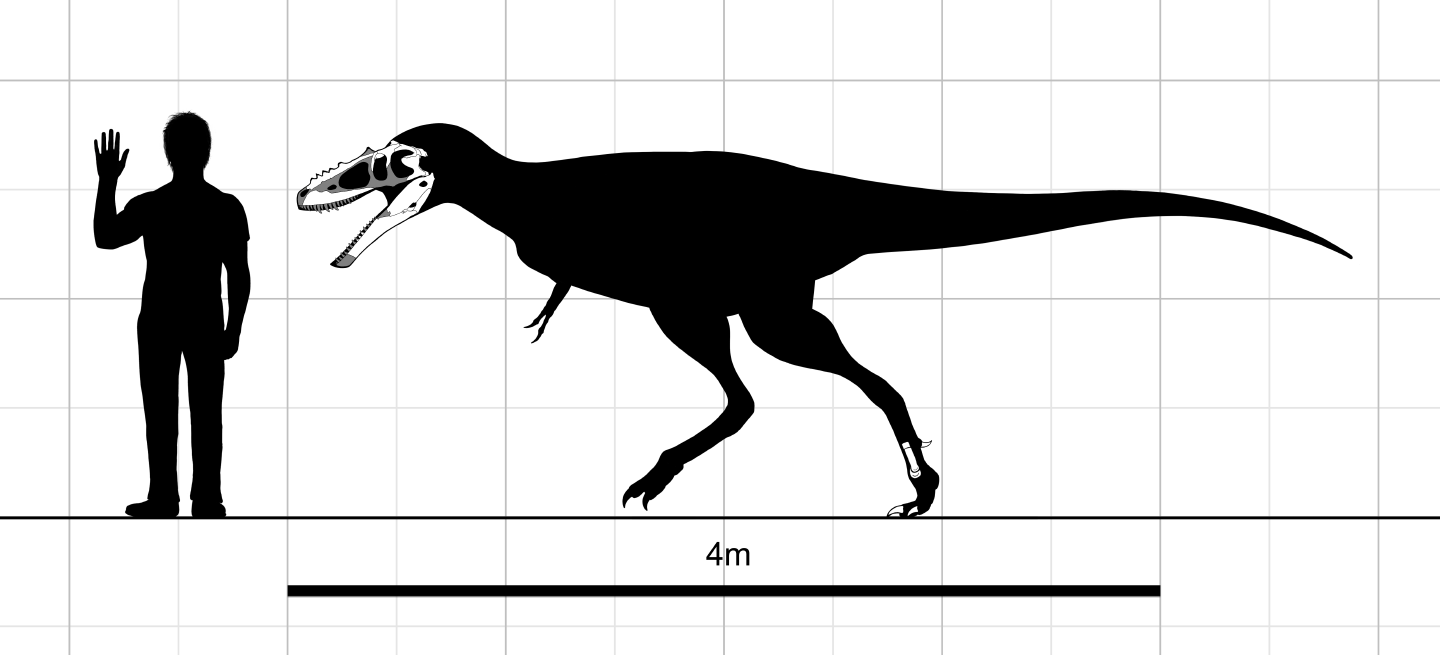
Schema di A. remotus con le ossa conosciute in bianco

Quando la specie A. remotus fu descritta da Sergei Kurzanov nel 1976 la sua lunghezza fu stimata come compresa tra 5 e 6 m. Nel 1988 Paul ha fornito una lunghezza vicina ai 6 m e un peso di 700 kg. Nel 2016 Molina-Pérez e Larramendi hanno stimato dimensioni di 5,5 m e 500 kg.
Il cranio di A. remotus era lungo circa 45 cm. Le ossa premascellari sulla punta del muso non sono state trovate, mentre le ossa nasali sono fuse e ornate con una fila di cinque creste ossee irregolari che sporgono verso l'alto dalla linea mediana, dove esse sono suturate insieme. Queste creste misurano tutte più di 1 cm di altezza. Nella parte posteriore del cranio è presente la cresta nucale, una protuberanza comune a tutti i tirannosauridi, derivante dalla fusione delle ossa parietali. In Alioramus, la cresta nucale è notevolmente ispessita, similmente al Tarbosaurus e al Tyrannosaurus. Come il resto del cranio, la mascella inferiore di Alioramus era lunga e snella, un'altra possibile caratteristica giovanile. Come nel Tarbosaurus, una cresta sulla superficie esterna dell'osso angolare della mascella inferiore si articolava con la parte posteriore dell'osso dentario, bloccando insieme le due ossa e limitandone gran parte della flessibilità rispetto ad altri tirannosauridi. A. remotus aveva 76 o 78 denti.

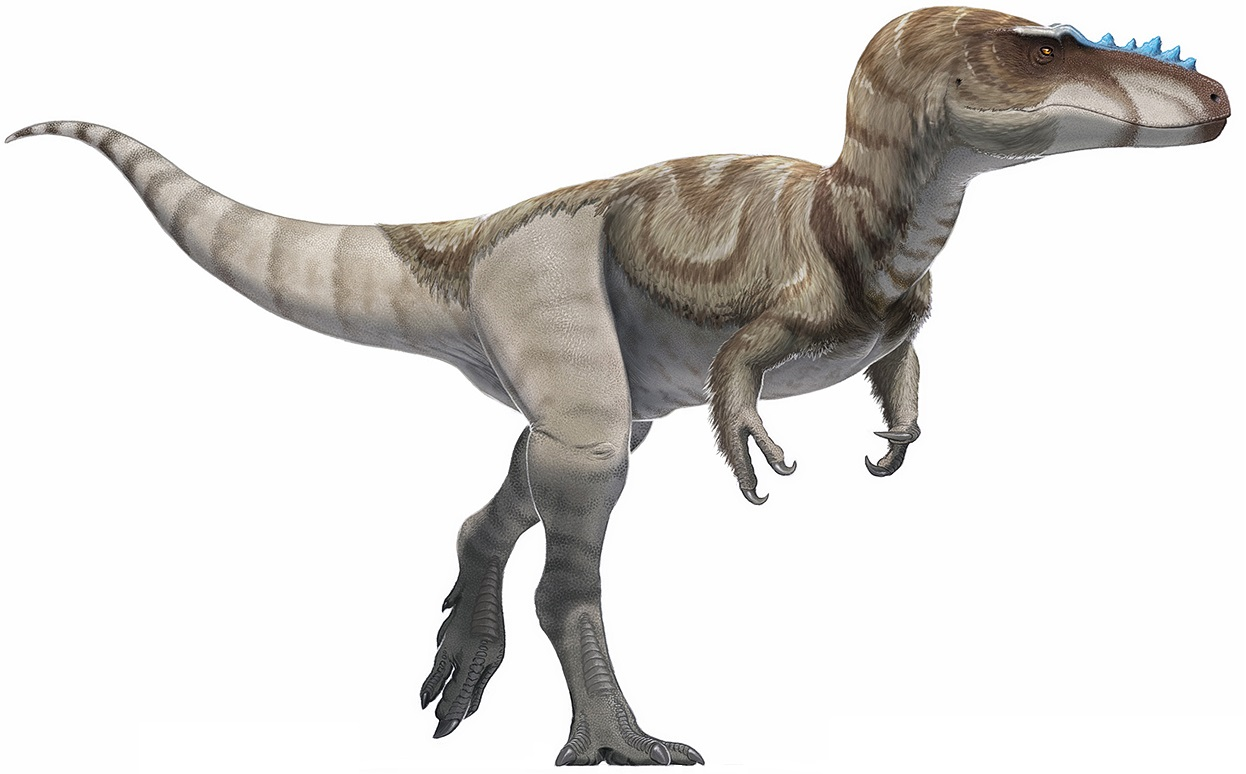
Ricostruzione paleoartistica di A. remotus

Il resto dello scheletro di Alioramus remotus è completamente sconosciuto ad eccezione di tre ossa metatarsali, ma la scoperta di Alioramus altai, che è noto da resti più completi, ha fatto luce sull'anatomia del genere. Una specie simile a A. remotus era Alectrosaurus.

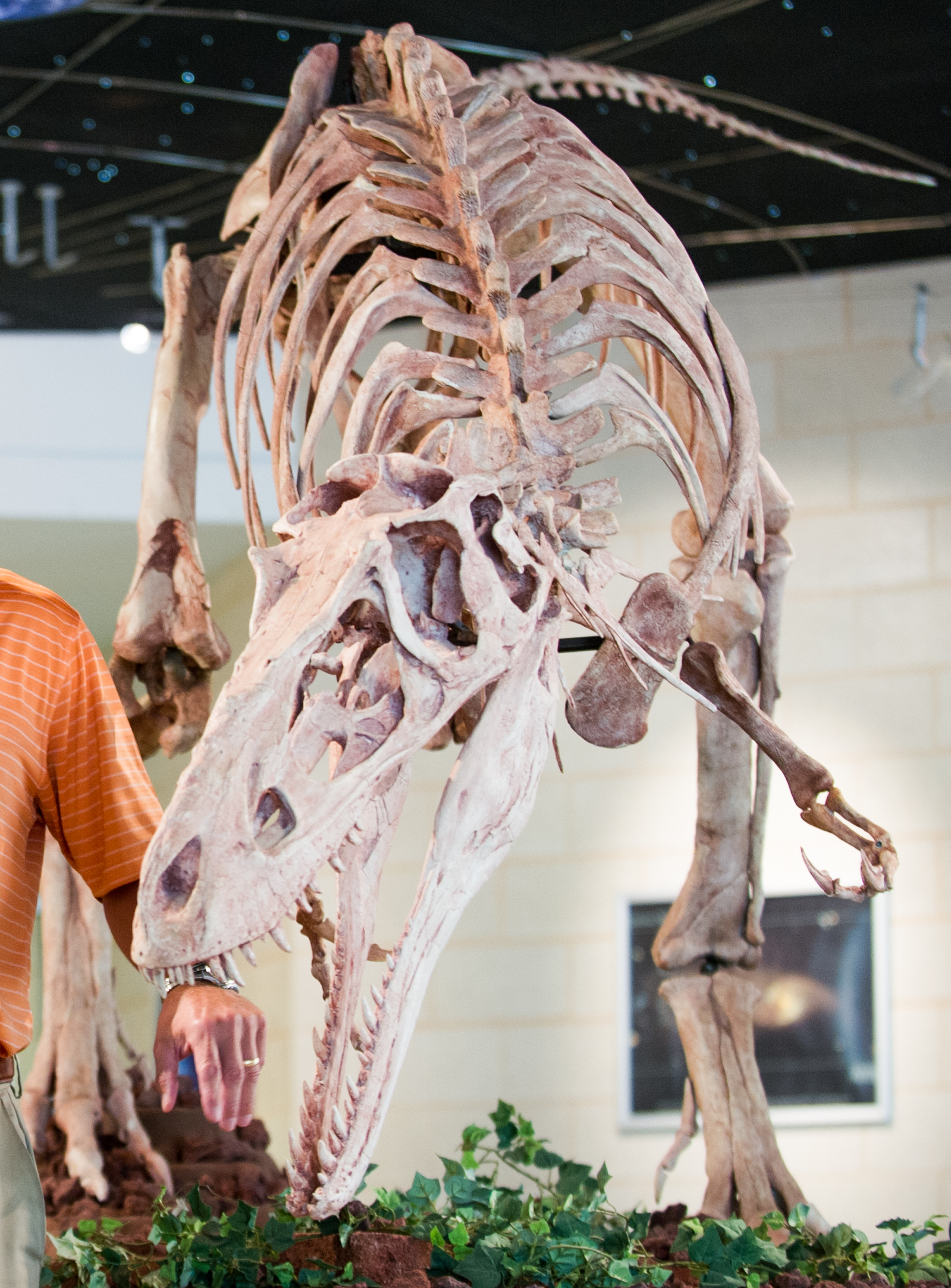
Scheletro fossile di A. remotus

## Classificazione
I paleontologi hanno a lungo classificato Alioramus all'interno della superfamiglia Tyrannosauroidea, ma poiché i suoi resti sono stati per molti anni poco conosciuti, una classificazione più precisa è stata possibile solo a partire dalla scoperta di A. altai. Un'analisi cladistica pubblicata nel 2003 ha rilevato che Alioramus potrebbe essere ulteriormente classificato nella famiglia Tyrannosauridae e nella sottofamiglia Tyrannosaurinae, insieme a Tyrannosaurus, Tarbosaurus e Daspletosaurus. Uno studio del 2004 ha supportato questo risultato, ma ha suggerito che era altrettanto probabile che Alioramus appartenesse ad un'altra famiglia diversa da Tyrannosauridae, con i suoi presunti caratteri giovanili che riflettevano in realtà una posizione più basale all'interno della superfamiglia Tyrannosauroidea. La descrizione di A. altai nel 2009 ha confermato la collocazione del genere all'interno dei Tyrannosaurinae.
La descrizione di Qianzhousaurus nel 2014 ha eretto un nuovo ramo della famiglia dei tirannosauridi chiamato Alioramini; costituito da Q. sinensis e dalle due specie conosciute di Alioramus. Si riporta la prima analisi fatta dagli autori:
|  | Gorgosaurus   |
|  |               |
|  | Albertosaurus |
|  |               |

|  | Qianzhousaurus    |
|  |                   |
|  | Alioramus altai   |
|  |                   |
|  | Alioramus remotus |
|  |                   |

|  | Daspletosaurus                                                |
|  |                                                               |
|  | \| \| Tyrannosaurus \| \| \| \| \| \| Tarbosaurus \| \| \| \| |
|  |                                                               |
|  | Tyrannosaurus                                                 |
|  |                                                               |
|  | Tarbosaurus                                                   |
|  |                                                               |

|  | Tyrannosaurus |
|  |               |
|  | Tarbosaurus   |
|  |               |

|  | Daspletosaurus                                                |
|  |                                                               |
|  | \| \| Tyrannosaurus \| \| \| \| \| \| Tarbosaurus \| \| \| \| |
|  |                                                               |
|  | Tyrannosaurus                                                 |
|  |                                                               |
|  | Tarbosaurus                                                   |
|  |                                                               |

|  | Tyrannosaurus |
|  |               |
|  | Tarbosaurus   |
|  |               |

|  | Qianzhousaurus    |
|  |                   |
|  | Alioramus altai   |
|  |                   |
|  | Alioramus remotus |
|  |                   |

|  | Daspletosaurus                                                |
|  |                                                               |
|  | \| \| Tyrannosaurus \| \| \| \| \| \| Tarbosaurus \| \| \| \| |
|  |                                                               |
|  | Tyrannosaurus                                                 |
|  |                                                               |
|  | Tarbosaurus                                                   |
|  |                                                               |

|  | Tyrannosaurus |
|  |               |
|  | Tarbosaurus   |
|  |               |

|  | Daspletosaurus                                                |
|  |                                                               |
|  | \| \| Tyrannosaurus \| \| \| \| \| \| Tarbosaurus \| \| \| \| |
|  |                                                               |
|  | Tyrannosaurus                                                 |
|  |                                                               |
|  | Tarbosaurus                                                   |
|  |                                                               |

|  | Tyrannosaurus |
|  |               |
|  | Tarbosaurus   |
|  |               |

|  | Gorgosaurus   |
|  |               |
|  | Albertosaurus |
|  |               |

|  | Qianzhousaurus    |
|  |                   |
|  | Alioramus altai   |
|  |                   |
|  | Alioramus remotus |
|  |                   |

|  | Daspletosaurus                                                |
|  |                                                               |
|  | \| \| Tyrannosaurus \| \| \| \| \| \| Tarbosaurus \| \| \| \| |
|  |                                                               |
|  | Tyrannosaurus                                                 |
|  |                                                               |
|  | Tarbosaurus                                                   |
|  |                                                               |

|  | Tyrannosaurus |
|  |               |
|  | Tarbosaurus   |
|  |               |

|  | Daspletosaurus                                                |
|  |                                                               |
|  | \| \| Tyrannosaurus \| \| \| \| \| \| Tarbosaurus \| \| \| \| |
|  |                                                               |
|  | Tyrannosaurus                                                 |
|  |                                                               |
|  | Tarbosaurus                                                   |
|  |                                                               |

|  | Tyrannosaurus |
|  |               |
|  | Tarbosaurus   |
|  |               |

|  | Qianzhousaurus    |
|  |                   |
|  | Alioramus altai   |
|  |                   |
|  | Alioramus remotus |
|  |                   |

|  | Daspletosaurus                                                |
|  |                                                               |
|  | \| \| Tyrannosaurus \| \| \| \| \| \| Tarbosaurus \| \| \| \| |
|  |                                                               |
|  | Tyrannosaurus                                                 |
|  |                                                               |
|  | Tarbosaurus                                                   |
|  |                                                               |

|  | Tyrannosaurus |
|  |               |
|  | Tarbosaurus   |
|  |               |

|  | Daspletosaurus                                                |
|  |                                                               |
|  | \| \| Tyrannosaurus \| \| \| \| \| \| Tarbosaurus \| \| \| \| |
|  |                                                               |
|  | Tyrannosaurus                                                 |
|  |                                                               |
|  | Tarbosaurus                                                   |
|  |                                                               |

|  | Tyrannosaurus |
|  |               |
|  | Tarbosaurus   |
|  |               |